# 厄立特里亞的義大利人
在厄立特里亞的義大利人，是指本人或祖先是義大利人的厄立特里亞人，以及在厄立特里亞長期居住的義大利人。

## 歷史
義大利人在厄利垂亞的歷史始於十九世紀末義大利殖民厄利垂亞之初，但直到1935年第二次義大利-阿比西尼亞戰爭後，義大利人才開始大量定居厄立特里亞。根1939年的人口普查，厄立特里亞境內有超過75，000名義大利人，其中大多數（53，000人）居住在阿斯馬拉。1941年1946月，許多義大利定居者在殖民地被盟軍征服後離開了殖民地，到1946年只剩下38000人，這個數字還包括義大利和厄立特里亞人的混血;仍然居住在厄立特里亞的大多數義大利人屬於這個混合群體。
雖然許多剩餘的義大利人在第二次世界大戰後仍然處於非殖民化進程中，實際上被厄利立特里亞社會同化，但今天他們中的一些人是無國籍的，因為公民身份只能通過婚姻獲得，或者不太常見的是通過國家轉移公民身份。

## 義大利殖民地
從1882年到1941年，厄立特里亞由義大利王國統治。在這59年中，主要由自20世紀初以來移居那裡的義大利殖民者群體大多定居在阿斯馬拉地區。由一戰時期的4000人增最終加至100000人。義大利人在當地興建許多天主教堂，義大利行政當局在厄立特里亞社會的醫療和農業部門取得了進展。厄立特里亞的窮人有史以來第一次在城市地區獲得衛生和醫院服務。
此外，義大利人招募了許多厄立鬼里亞人進入公務員系統（特別是警察和公共工程部門），並監督阿斯馬拉和馬薩瓦城市的改善。在這個文化、語言和宗教多元的地區，幾位義大利總督維持了一定的團結和公共秩序。義大利人在厄立特里亞也建造了許多重大的基礎設施專案，包括阿斯馬拉-馬薩瓦纜車和厄立特里亞鐵路，阿斯馬拉帝國電影院建於1937年。它被認為是義大利裝飾風藝術建築的傑作。
墨索里尼於1922年在義大利上臺，給厄立特里亞的殖民政府帶來了深刻的變化。墨索里尼於1936年建立了義大利帝國。法西斯主義者制定了一個嚴厲的規則，強調義大利人的政治和種族優越性。1938年後，厄立特里亞人被調到公共部門的次要職位。
厄立特里亞被義大利政府選為義屬東非的工業中心。義大利政府繼續進行農業改革，但主要是在義大利殖民者擁有的農場上（咖啡出口在三十年代急劇上升）。1940年，阿斯馬拉地區有2000多家中小型工業企業，集中在建築、機械、紡織、電力和食品加工等領域。因此，1939年厄立特里亞的生活水準被認為是的生活水準最好的非洲殖民地之一。
墨索里尼政府將該殖民地視為未來擴張的戰略基地，並據此進行管理，利用厄立特里亞作為基地，開始了1935年至1936年的衣索比亞殖民運動。1939年，近40%有能力戰鬥的厄立特里亞人加入了義大利殖民地軍隊：正如義大利元帥魯道夫·格拉齊亞尼和軍官阿梅代奧·吉列所說，二戰期間最好的義大利殖民部隊是厄立特里亞的阿斯卡里。
當英國軍隊在1941年春天從義大利人手中奪取厄利垂亞時，大部分基礎設施和工業區遭到嚴重破壞，其餘的（如阿斯馬拉-馬薩瓦纜車）相繼被拆除，作為戰利品運往印度和英屬非洲。義大利人在義大利王國被盟軍擊敗后開始離開該國，在阿斯馬拉，根據1949年的英國人口普查，在127，579總人口中只有17183名義大利人。大多數義大利定居者回流義大利，其他人去了美國、中東和澳大利亞。

## 二戰後
最初，英國支持義大利對厄利垂亞的行政管理，但很快開始暴力獨立進程（1940年代後期從英國獨立，1952年後從衣索比亞獨立，厄立特里亞同年與衣索比亞聯合）。
在第二次世界大戰的最後一年，文森佐·迪梅裡奧捍衛厄立特里亞義大利人的利益，並始終如一地推動厄立特里亞的獨立。戰後，他被任命為義大利厄立特里亞代表委員會（CRIE）主任。1947年，他支援成立「義大利-厄立特里亞協會」和「阿斯卡里退伍軍人協會」。
從那時起，厄利垂亞義大利人作為一個社區已經減少到幾百人，大部分居住在首都阿斯馬拉。

## 語言與宗教
大多數義大利厄立特里亞人都懂義大利語(主要講格裡尼亞語)，幾乎所有人也是天主教徒。